# Neoathyreus caesariatus
Neoathyreus caesariatus är en skalbaggsart som beskrevs av Henry Fuller Howden 1985. Neoathyreus caesariatus ingår i släktet Neoathyreus och familjen Bolboceratidae. Inga underarter finns listade i Catalogue of Life.